# 斯基亚翁
斯基亚翁（義大利語：Schiavon），是意大利威尼托大区维琴察省的一个市镇。总面积11.96平方公里，人口2601人，人口密度217.5人/平方公里（2009年）。国家统计（ISTAT）代码为024099。

## 友好城市
- 巴西南蒙蒂贝卢